# Ante Vrban
Ante Vrban (Pejakuša, 1908. január 15.  – Zágráb, 1948. augusztus 31.) a második világháború alatt az usztasa milícia, majd a Független Horvát Állam fegyveres erőinek őrnagya volt. Az ógradiskai koncentrációs tábor parancsnokhelyetteseként szolgált és felelős volt a háború alatt ott elkövetett különféle atrocitásokért. A független horvát állam összeomlása után elmenekült, és Ausztriában keresett menedéket. 1945 nyarán azzal a szándékkal tért vissza Jugoszláviába, hogy kommunistaellenes felkelést indítson. A jugoszláv hatóságok letartóztatták, és háborús bűnökkel vádolták. Vrbant minden vádpontban bűnösnek találták, és 1948 augusztusában felakasztották.

## Élete és pályafutása
Vrban 1908. január 15-én született a Gospić közelében fekvő Pejakuša faluban,. A második világháború előtt kereskedősegédként dolgozott. A Független Horvát Állam megalakulása után csatlakozott az usztasa milíciához. 1941 nyarán részt vett a likai szerbek, valamint a jadovnói koncentrációs táborban a zsidók meggyilkolásában. 1941. november 13-án érkezett az ógradiskai táborba, ahova magával hozta az elfogott szabadkőművesek egy csoportját. Egy ideig a Mile Orešković által irányított tábor parancsnokhelyettese volt. A háború utáni tárgyaláson elismerte, hogy 63 beteg gyermeket ölt meg meg Zyklon–B-vel.
Részt vett a horvátok és a csetnikek közötti lijevčemezei csatában. A Független Horvát Állam összeomlása után Ausztriába menekült, de 1946-ban rövid időre visszatért Horvátországba, hogy kapcsolatot létesítsen a kereszteseknek nevezett usztasa gerillákkal. A következő évben Ljubo Milošsal együtt fogta el az UDBA a Papuk-hegységben. A Horvát Népköztársaság Legfelsőbb Bírósága előtti tárgyaláson a Gvardijan-hadműveletben elfogott usztasákkal együtt Vrbant is akasztás általi halálra ítélték és 1948. augusztus 31-én kivégezték.

## Film
- A Zágrábi televízió által készített 1983-as, négyrészes „Zamke” című minisorozatban Vrbant Zdenko Jelčić alakítja.[5]
- A 2021-es „Dara iz Jasenovca” című történelmi drámában, amelyet Predrag Antonijević rendezett, Vrbant Igor Đorđević alakítja.[6]

## Fordítás
Ez a szócikk részben vagy egészben  az   Ante Vrban című angol Wikipédia-szócikk ezen változatának fordításán alapul.  Az eredeti cikk szerkesztőit annak laptörténete sorolja fel. Ez a jelzés csupán a megfogalmazás eredetét és a szerzői jogokat jelzi, nem szolgál a cikkben szereplő információk forrásmegjelöléseként.